# Uia di Mondrone
L'Uia di Mondrone (2.964 m s.l.m.) è una vetta delle Alpi Graie che si trova nello spartiacque tra la val Grande di Lanzo e la val d'Ala.

## Descrizione

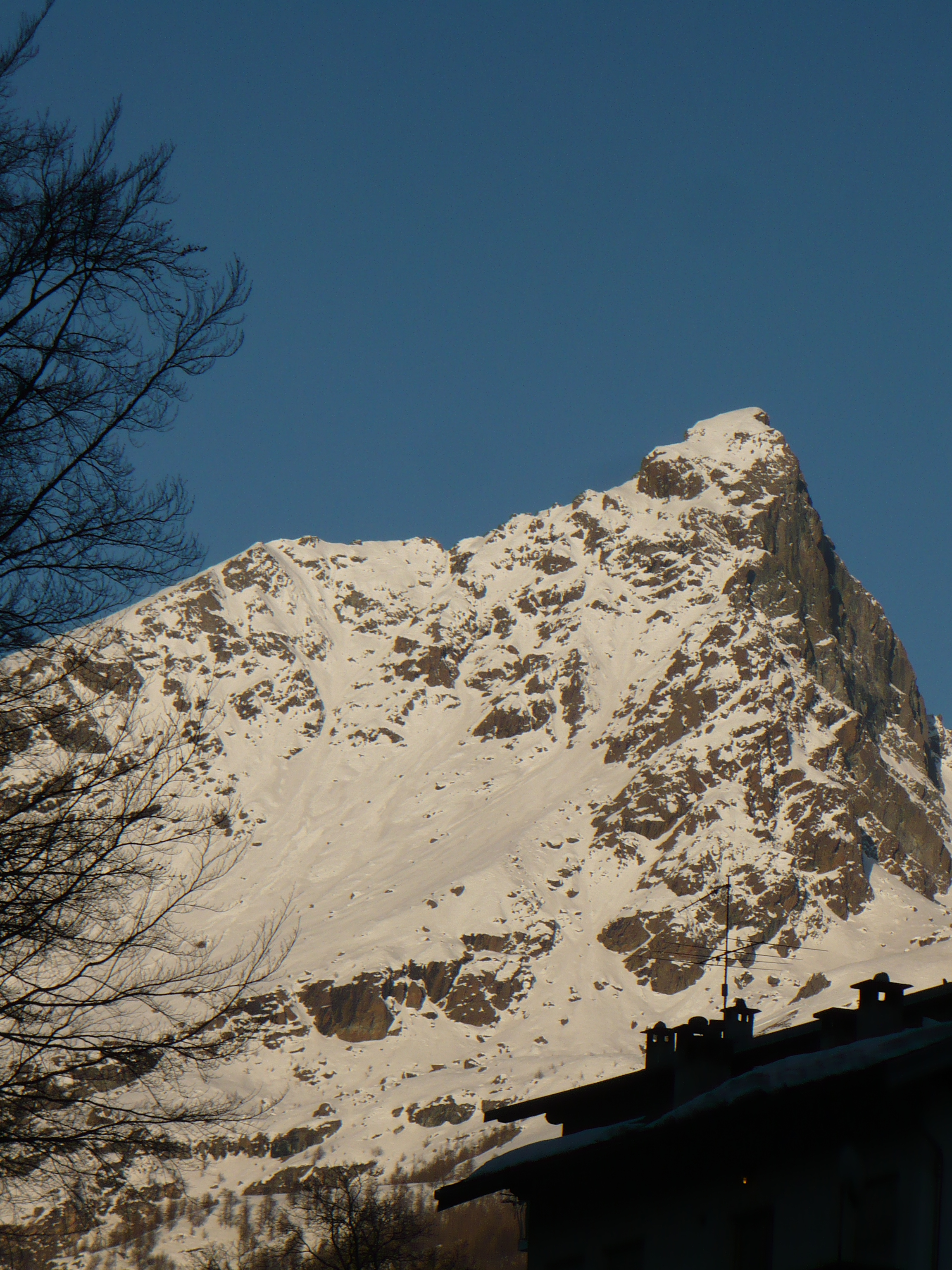
L'Uia di Mondrone come appare salendo per la Val d'Ala.

La montagna sovrasta il comune di Balme e, per la sua forma aguzza e slanciata, è anche chiamata il Cervino delle Valli di Lanzo.
Ai piedi della montagna a sud-ovest si trova il lago Mercurin. Sulla cima della montagna è collocato il punto geodetico trigonometrico dell'IGM denominato Uia Di Mondrone (055083).

## Prime ascensioni
La prima ascensione risale al 1857 e, come per altre cime della zona, fu opera dell'ingegnere del catasto Antonio Tonini che partendo da Balme risalì la montagna seguendo il versante Sud.
Il 24 dicembre 1874, gli alpinisti Martelli e Vaccarone, accompagnati dalla guida Tòni dìi Toùni, salendo la vetta effettuarono la prima ascensione invernale in Italia.
Il 28 agosto 1884 ad opera di G. Corrà e M. Richiardi venne aperta sullo spigolo nord-nord ovest la via oggi comunemente detta "dell'Ometto".

## Salita alla vetta

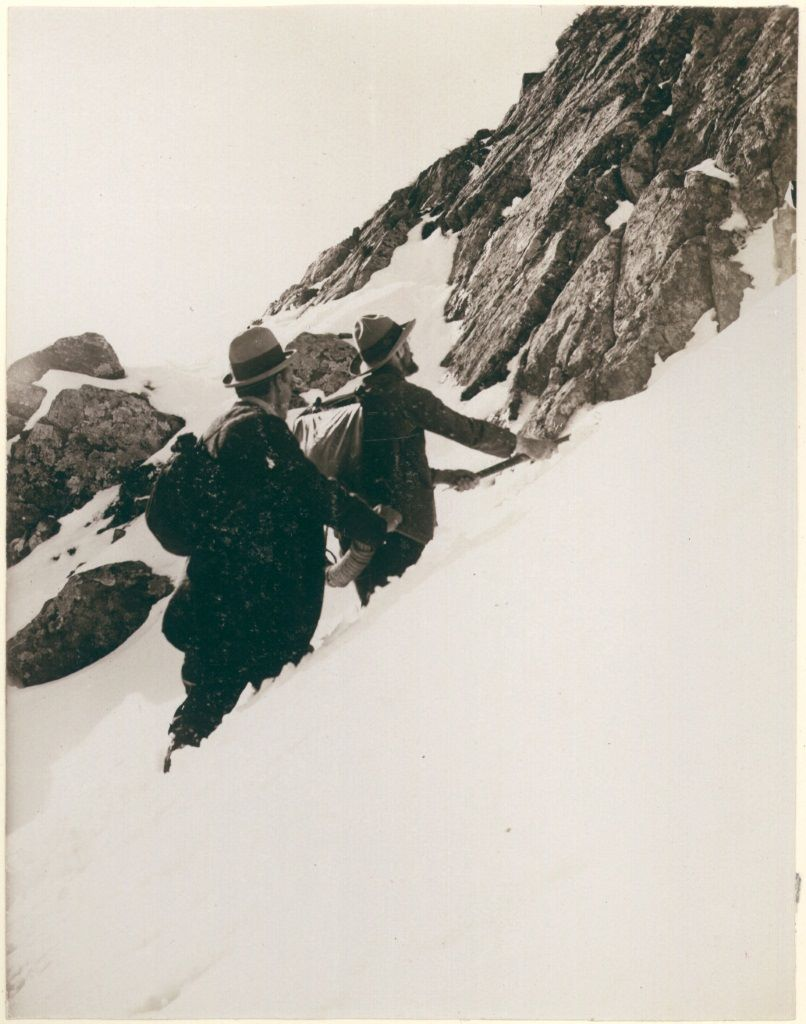
Settembre 1896: due alpinisti sulla parete est (foto M.Gabinio)

La vetta può essere salita partendo dall'abitato di Molera, frazione di Balme, salendo frontalmente (sud-est) tramite la via normale o raggiungendo dapprima il Colle dell'Ometto e proseguendo per la cresta Nord dell'Ometto. In alternativa può essere salita partendo dal rifugio Città di Cirié salendo al Ghicet di Sea e poi raggiungendo la vetta lungo la cresta Ovest.
Ai piedi della montagna è presente il Bivacco Molino il quale è utilizzabile come punto d'appoggio per le vie più impegnative della parete Nord.